# Prahování
Prahování (anglicky thresholding) je funkce, která obecně upravuje hodnoty vstupu podle předpisu:
{\displaystyle f(c)=\left\{{\begin{matrix}A&{\mbox{pokud }}c<pr{\acute {a}}h\\B&{\mbox{pokud }}c\geq pr{\acute {a}}h\end{matrix}}\right.},
kde:
- c je vstupní hodnota jasu nebo barvy,
- f(c) je výsledná hodnota,
- práh je prahovací hodnota,
- A a B jsou nové hodnoty pro vstupní hodnotu c pod a nad prahem.

Prahování lze považovat za primitivní případ vzorkování analogového signálu.
Prahování se používá v mnoha oblastech:
- elektronika: klopný obvod a operační zesilovač,
- regulace,
- grafika,
- obecně v oborech zpracování signálu.

## Grafika

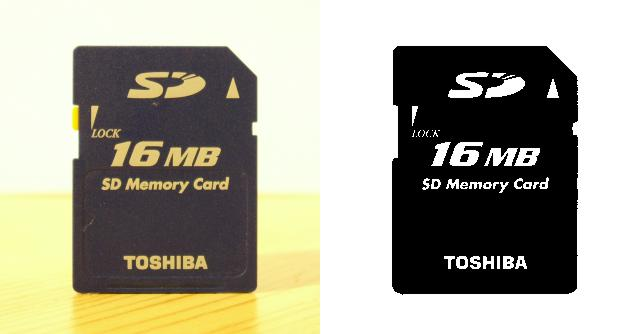
Ukázka obrázku dvouhodnotově oprahovaného do černobílé

V grafice se prahují jasové či barevné složky pixelů obrazu. Hodnotu prahu pak lze určit například z barevného a jasového histogramu obrázku.
Funkci prahování lze použít mimo jiné jako metodu předzpracování pro detekci hran v obrázku, rozpoznávání znaků apod.